# Батилиман
Батилиман (крим. Batıliman, від грец. «глибока затока») — затока, а також урочище та узбережжя на Південному березі Криму, розташоване в районі мису Айя. Затока Батилиман фактично є західною частиною бухти Ласпі. На північ від Батилиману знаходяться скелі Куш-Кая та Кокія-Кала, які закривають урочище від холодних північних вітрів. Батилиман часто вважають крайньою західною точною Південного узбережжя Криму. У наш час у цій місцевості розташовано декілька дитячих таборів та баз відпочинку.
Територія належала до Севастопольської міськради, з 7 вересня 2023 року передана до Бахчисарайського району Автономної Республіки Крим.

## Історія
У 1792 році байдарськими і батилиманськими землями заволодів адмірал, граф М. С. Мордвинов, що став обкладати поселенців орендною даниною. Поселенці не витримали, і викупили родючу землю. Протягом XIX століття Ласпі-Батилиман переходив з рук в руки (росіяни, французи), тут збудували житло, винні погреби, висадили виноград.
У 1910 році землі у татар в складчину за 37 тис. руб. придбала група столичної інтелігенції на чолі з ініціатором покупки, воронезьким купцем А. В. Кравцовим.
У 1910 році у цій місцевості діячами російської науки й культури на чолі з рядом відомих людей, у числі яких був й академік В. І. Вернадский, В. Г. Короленко, К. С. Станіславський, художник І. Я. Білібін, лідер конституційно-демократичної партії П. Н. Мілюков було започатковано проект курортного кооперативу під назвою «Професорський куточок». До початку Першої світової війни 1914 року було побудовано 14 будинків і дорога від Ласпінського перевалу.
Незважаючи на те, що Батилиман замислювався як елітне дачне селище, нині тут майже немає постійних жителів. Вся курортна інфраструктура Батилимана представлена 8 пансіонатами.

## Клімат
Клімат близький до субтропічного, це забезпечується тим, що урочище захищене від північних холодних вітрів скелями. Влітку температура може підніматися до 27 градусів, взимку не опускається нижче 4—5 градусів. Температура води в сезон — 25—27 градусів, взимку температура морської води падає до 5—6 градусів. Унікальні кліматичні умови курорту сприятливі для лікування широкого спектра захворювань дихальної та серцево-судинної систем організму.

## Рослинність
Територія урочища Батилиман входить до Державного ландшафтного заказника «Мис Айя». В урочищі росте декілька видів унікальних рослин, занесених до Червоної книги України: дерева сосна Станкевича, ялівець високий, суничне дерево (єдине аборигенне вічнозелене дерево Криму), дуб пухнастий та чагарники іглиця понтійська, жасмин чагарниковий, плющ кримський, держи-дерево.
У 2009 році фахівцями Київського еколого-культурного центру спільно з Держслужбою заповідних справ України працівниками Нікітського ботанічного саду, Кримського заповідника, Таврійського університету проводилася інвентаризація найстаріших дерев Криму. Ця робота виконувалася в рамках Всеукраїнського перепису найстаріших дерев України. В урочищі Батилиман було знайдено шістнадцять 1000-літніх дерев виду ялівець високий. Одне дерево має вік 1400 років, два — по 1300 років, одне — 1200 років, одне — 1100 років, інші дерева по 1000 років. Обіймище стовбурів від 2,50 м до 3,45 м, висота 8—12 м. Таким чином, було виявлено, що в урочище Батилиман на площі близько 4 га росте відразу 16 дерев, що мають вік 1000—1400 років.